# Maurice Denécheau
Maurice Denécheau, né le 13 mai 1845 à La Roche-sur-Yon (Vendée) et mort le 28 avril 1926 à Saint-Gilles-sur-Vie (Vendée), est un homme politique français.

## Biographie
Diplômé en droit, il entre au ministère des Finances. Il est payeur aux armées en 1870-1871 et fut notamment chargé du paiement de l'indemnité de guerre. Il devient par la suite journaliste à Paris. Il est député de l'Aisne de 1893 à 1906, siégeant au groupe Républicain-radical. 

## Sources
- « Maurice Denécheau », dans le Dictionnaire des parlementaires français (1889-1940), sous la direction de Jean Jolly, PUF, 1960 [détail de l’édition]